# Anna Malfaiera
Anna Malfaiera (Fabriano, 26 luglio 1926 – Roma, 1996) è stata una poetessa italiana.
Le sue poesie sono pubblicate in varie antologie, tra cui Poesia italiana oggi, curata da Mario Lunetta e pubblicata nel 1981 dalla Newton Compton Editori.

## Biografia
Anna Malfaiera nacque a Fabriano nel 1926. Si laureò presso la Facoltà di Magistero di Urbino. Nel 1961 si trasferì a Roma dove lavorò al Ministero della Pubblica Istruzione.
Collaborò alle riviste letterarie "Letteratura", "Galleria" , "Fiera letteraria", "Cervo volante", "Il cavallo di Troia".
Negli anni 1987-1989 si occupò di teatro.
Morì a Roma nel 1996.
In sua memoria è stato istituito dalla Società Dante Alighieri - Comitato di Fabriano la Rassegna Nazionale di Poesia e Narrativa "Anna Malfaiera" - Città di Fabriano,  un concorso di italiano rivolto agli studenti delle scuole elementari, medie inferiori e superiori.

## Poetica
vita cumulo ispessito di sotterranei

camminamenti fusioni di giorni e notti

innesti raffiche di stagioni inesauste

legami avvinghiati tenacemente resistenti.»
(Anna Malfaiera, da Il più considerevole)
La poetessa Giulia Niccolai ha scritto, recensendo la raccolta Lo stato d'emergenza: "Sono poesie che vanno lette e "gustate" come concentrati di rancore e di rabbia. Vi sono senz'altro due chiavi, anche in senso musicale, sulle quali sono stati composti-costruiti questi testi, quella, per me più affascinante, dell'invettiva di timbro biblico, e quella, forse meno interessante, del soliloquio."
Il critico Giuliano Gramigna, presentando la sua ultima raccolta Il più considerevole osserva come la poetessa eluda deliberatamente l'uso della metafora, non usi la punteggiatura e disponga gli enunciati semplicemente uno accanto all'altro: "L’urgenza del dire trova sfogo anche in tale occupazione degli spazi della pagina. Senza restare prigioniera di schemi passati, la poesia di Anna Malfaiera si ri-esperimenta."

## Opere
- Fermo Davanzale, Padova Rebellato, 1961;
- Il vantaggio privato, Editore Sciascia, Caltanissetta 1970;
- Lo stato d'emergenza, con Luigi Paolo Finizio, poesia visiva, a cura di Emilio Villa, La nuova foglio editrice, Pollenza 1971, disegni di Valeriano Trubbiani;
- Verso l'imperfetto, a cura di Adriano Spatola, introduzione di Alfredo Giuliani, Tam Tam, Mulino di Bazzano,  1984;
- E in tanto dire, a cura di Mario Lunetta, con postfazione di Giulia Niccolai, Il Ventaglio, Roma 1991;
- Ventisette, Rue de Fleurus, con una nota critica di Mario Lunetta, Il Ventaglio, Roma 1992
- Il più considerevole, con una nota critica di Giuliano Gramigna, con un disegno di Jean Luc Moreau Romain, Anterem Edizioni, "Collezione del Premio Lorenzo Montano", Verona 1993.